# Len Blavatnik
Sir Leonard Valentinovich Blavatnik (in ucraino Леонід Валентинович Блаватнік?, Leonid Valentynovyč Blavatnik; in russo Леонид Валентинович Блаватник?, Leonid Valentinovič Blavatnik; Odessa, 14 giugno 1957) è un imprenditore, filantropo e produttore cinematografico statunitense britannico di origine ebraica e nato nella Repubblica Socialista Sovietica Ucraina.
Ha fatto fortuna attraverso investimenti diversificati in una miriade di società con la sua conglomerata Access Industries. Ė tra l'altro proprietario di DAZN.
A maggio 2020, Blavatnik era il 4° uomo più ricco del Regno Unito. Nel 2022 la rivista americana Forbes lo ha indicato come una delle persone più ricche al mondo, con un patrimonio netto stimato di 31,1 miliardi di dollari. Nel 2017, Blavatnik ha ricevuto un cavalierato per i servizi alla filantropia.

## Biografia

### Infanzia
Blavatnik nacque a Odessa, nella Repubblica Socialista Sovietica Ucraina, da una famiglia ebrea. Ha frequentato l'Università Statale di Ingegneria Ferroviaria di Mosca, ma non ha completato i corsi. La famiglia emigrò infatti dall'Unione Sovietica negli Stati Uniti  nel 1978, dove ha ottenuto una laurea in informatica dalla Columbia University e un MBA dalla Harvard Business School nel 1989.

### Carriera
Nel 1986, Blavatnik ha fondato Access Industries, una conglomerata internazionale con sede a New York, di cui è presidente. Access Industries ha partecipazioni a lungo termine in Europa e Nord e Sud America. Inizialmente, subito dopo la caduta del comunismo, effettuò investimenti in Russia. Lui e un amico dell'università, Viktor Veksel'berg, costituirono la società d'investimento Renova, poi i due si unirono al Gruppo Alfa di Mikhail Fridman per formare l'impresa AAR. Da allora Access ha diversificato il suo portafoglio per includere investimenti in settori come petrolio, intrattenimento, carbone, alluminio, petrolchimica e plastica, telecomunicazioni, media e immobili.

### Petrolchimici e petrolio
Nell'agosto 2005, Access Industries ha acquistato il produttore petrolchimico e plastico Basell Polyolefins da Royal Dutch Shell e BASF per 5,7 miliardi di dollari. Il 20 dicembre 2007, Basell ha completato l'acquisizione della Lyondell Chemical Company per un valore aziendale di circa 19 miliardi di dollari. L'azienda risultante, LyondellBasell Industries, è poi diventata l'ottava più grande azienda chimica al mondo basata sulle vendite nette. Il 6 gennaio 2009, le operazioni statunitensi della LyondellBasell Industries hanno presentato istanza di fallimento.
Il 30 aprile 2010, LyondellBasell è uscita dalla protezione fallimentare chapter 11 in una posizione finanziaria significativamente migliorata. Nell'ambito del suo finanziamento di uscita, LyondellBasell ha raccolto 3,25 miliardi di dollari di debito di prima priorità e 2,8 miliardi di dollari attraverso l'offerta di diritti sottoscritta congiuntamente da Access Industries, Apollo Management e Ares Management. Il titolo LyondellBasell è aumentato del 103% in valore dall'aprile 2010. Access possiede attualmente circa il 14% di LyondellBasell.
AAR ha guadagnato una partecipazione di controllo nella compagnia petrolifera russa TNK attraverso aste di privatizzazione, poi nel 2003 ha venduto una partecipazione del 50% a British Petroleum per formare TNK-BP, una delle più grandi compagnie petrolifere russe, dove Blavatnik ha fatto parte del consiglio di amministrazione. Il 21 marzo 2013, Rosneft ha completato l'acquisizione di TNK-BP da 55 miliardi di dollari. Blavatnik ha anche interessi in UC Rusal, il più grande produttore mondiale di alluminio, dove siede nel consiglio di amministrazione.

### Finanza
Nel 2010, Blavatnik ha citato in giudizio JPMorgan Chase dopo aver perso 100 milioni di dollari presumibilmente seguendo il consiglio di Morgan di tre anni prima di acquistare titoli ipotecari con rating AAA. JPMorgan Chase è stata condannata a pagare 50 milioni di dollari a Blavatnik il 27 agosto 2013.

### Intrattenimento
All'inizio del 2010, Access Industries è stata segnalata come uno dei pochi offerenti per Metro-Goldwyn-Mayer. Il 6 maggio 2011, ha acquisito, tramite un'affiliata, Warner Music Group per 3,3 miliardi di dollari.
Nel 2016, Blavatnik ha lanciato Access Entertainment, che ha acquistato la partecipazione di James Packer in RatPac Entertainment e una partecipazione del 24,9% in Bad Wolf nel 2017. Nell'aprile 2018, Blavatnik ha offerto una quarantina di milioni di sterline per acquistare il terzo teatro più antico della Gran Bretagna, il Theatre Royal Haymarket.
Blavatnik possiede anche AI Film, la società indipendente di film e produzione che ha realizzato il film di Lee Daniels The Butler e nell'estate 2015 di Mr. Holmes. È stato uno dei primi investitori in Rocket Internet e Beats Music, ha aiutato a finanziare lo stilista Tory Burch e nel 2013 ha pagato 115 milioni di dollari per lo spettro wireless in Norvegia.
Blavatnik è proprietaria del Gruppo DAZN dal 2014, quando Access Industries ha aumentato la sua partecipazione nella società dal 42,5% al 77%. Nel 2018 sbarca con DAZN in Italia trasmettendo tre partite alla settimana contro le 7 di Sky. Nel 2021 DAZN ha acquisito i diritti per trasmettere tutte le dieci partite settimanali del campionato di calcio di Serie A, fino al 2024.
Nel giugno 2020 quota in Borsa la Warner Music che in poco tempo vale più di cinque volte la cifra spesa per acquisirla nel 2011.

### Altri incarichi
Blavatnik è membro del Global Advisory Board del Centre for International Business and Management dell'Università di Cambridge, membro del consiglio di amministrazione di Dean's Advisors presso la Harvard Business School, membro dell'Harvard Medical School Board of Fellows e membro del consiglio accademico dell'Università di Tel Aviv.

### Filantropia

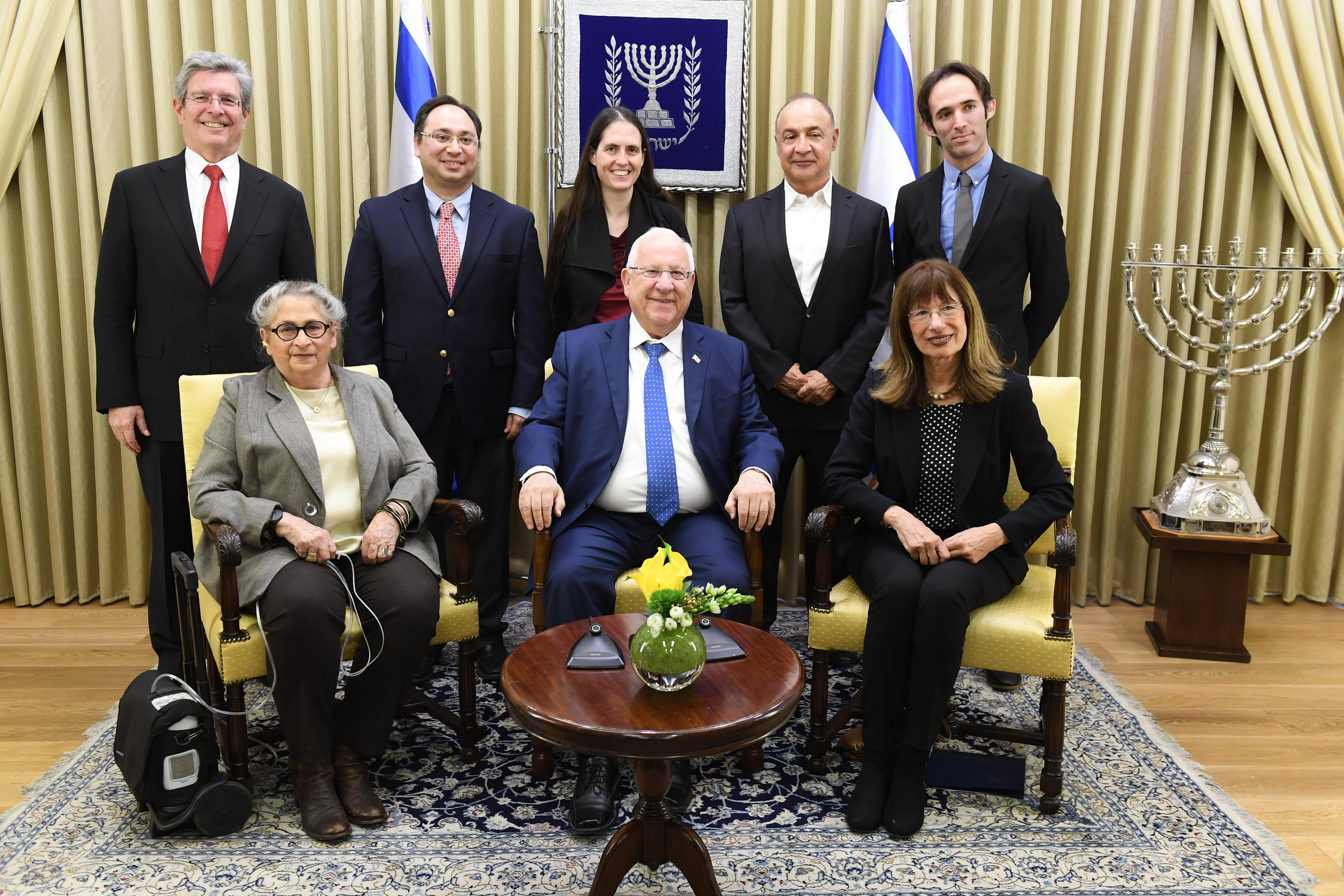
Blavatnik e il presidente israeliano Reuven Rivlin con i giovani scienziati che hanno ottenuto il "Blavatnik Awards for Young Scientists", febbraio 2018

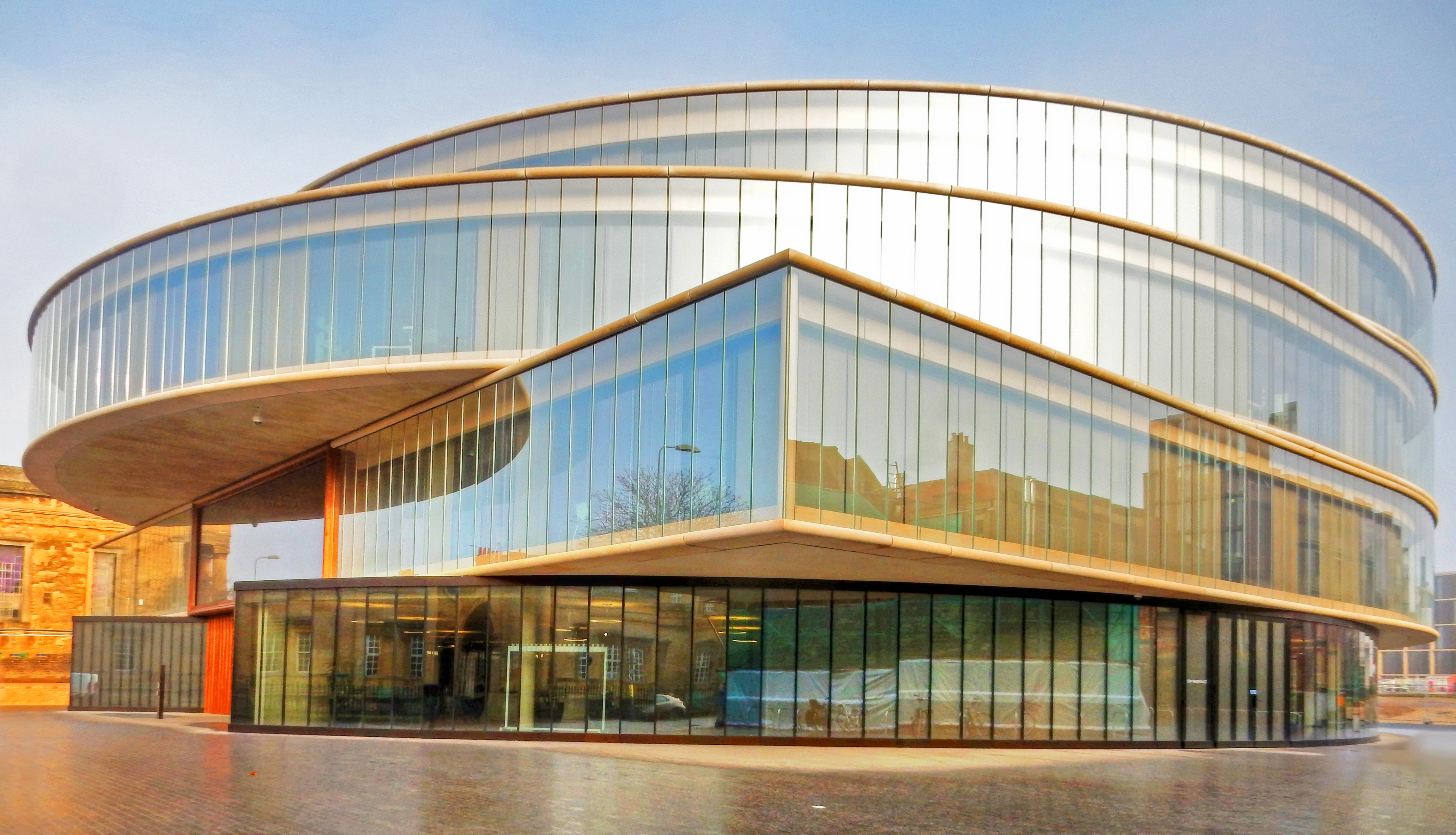
Blavatnik School of Government, Oxford

#### Musei e premi
Blavatnik, la Blavatnik Family Foundation e il gruppo Access Industries hanno finanziato molte istituzioni culturali e filantropiche e sono stati tra i principali benefattori di numerose importanti mostre d'arte e culturali, tra cui il British Museum, Tate Modern (che ha nominato una nuova ala "Blavatnik Building" nel 2017),), Royal Opera House, National Portrait Gallery e Museum of Modern Art. Dal 2007, la Blavatnik Family Foundation insieme alla New York Academy of Sciences ha sostenuto i Blavatnik Awards for Young Scientists. Il premio annuale riconosce i risultati di giovani scienziati eccezionali nelle scienze della vita, nelle scienze fisiche e nell'ingegneria e fornisce a tutti i finalisti un significativo premio in denaro.

#### Cibo ai poveri in Israele
Blavatnik sponsorizza una banca e un deposito di cibo Colel Chabad di 1.900m2 a Kiryat Malakhi, Israele, che invia spedizioni mensili di cibo a 5.000 famiglie povere in 25 città e villaggi israeliani e prima delle festività ebraiche a 30.000 famiglie in 73 città israeliane.

#### Blavatnik School of Government, Oxford
Nel 2010, Blavatnik e la Blavatnik Family Foundation hanno donato 75 milioni di sterline all'Università di Oxford per istituire una nuova scuola di governo.  Si tratta di uno dei più grandi doni filantropici in tutti i 900 anni di storia dell'università.  La Blavatnik School of Government ha iniziato ad accettare studenti nel settembre 2012 e la nuova sede permanente della scuola è stata costruita nel quartiere dell'Osservatorio Radcliffe. L'edificio, terminato nell'estate 2015, è stato progettato dagli architetti svizzeri Herzog & de Meuron. Il primo preside della scuola è il professor Ngaire Woods.

#### Ricerca ad Harvard
Nel 2013, l'Università di Harvard ha annunciato una donazione di 50 milioni di dollari dalla fondazione di Blavatnik per sponsorizzare l'imprenditorialità delle scienze della vita all'università  e ha nominato i primi cinque laureati HBS a ricevere la Blavatnik Fellowship in Life Science Entrepreneurship.  Nel 2018, la Harvard Medical School ha annunciato una donazione di 200 milioni di dollari dalla fondazione di Blavatnik per sponsorizzare la ricerca, gli investimenti nella scienza dei dati e la creazione di spazi di laboratorio sovvenzionati per le startup biotecnologiche.

### Donazioni politiche
Nel 2011, Blavatnik ha effettuato donazioni sia al presidente Barack Obama che al suo rivale repubblicano, l'ex governatore del Massachusetts Mitt Romney.
Blavatnik, che è strettamente associato a Vladimir Putin, è uno dei maggiori donatori del partito repubblicano americano e nel 2015-2016 ha donato un totale di 7,35 milioni di dollari a sei candidati politici repubblicani, tra cui il senatore della Carolina del Sud Lindsey Graham, il senatore della Florida Marco Rubio e il senatore dell'Arizona John McCain.  Tra il 2015 e il 2017, Blavatnik ha contribuito con 3,5 milioni di dollari al super PAC del leader repubblicano al Senato Mitch McConnell. Nel febbraio 2016, Blavatnik ha donato oltre 1 milione di dollari a un gruppo GOP anti-Donald Trump. Ha anche donato 1 milione di dollari al comitato per l'inaugurazione della presidenza di Donald Trump pur non avendo donato direttamente nulla alla campagna di Trump.
Blavatnik e sua moglie Emily, americana, hanno comunque effettuato donazioni anche ai candidati del Partito Democratico Kamala Harris, Chuck Schumer e Hillary Clinton. Nel 2020 Blavatnik ha donato $ 5,200 alla campagna presidenziale di Pete Buttigieg e $ 5,600 alla campagna presidenziale di Joe Biden.

## Filmografia parziale

### Produttore
- Beau ha paura (Beau Is Afraid), regia di Ari Aster (2023)
- Tetris, regia di Jon S. Baird (2023)
- The Legend of Ochi, regia di Isaiah Saxon (2025)

## Controversie
Nel 2015, la divisione antitrust del Dipartimento di Giustizia degli Stati Uniti ha accusato Blavatnik di violare le leggi antitrust statunitensi. L'uomo d'affari ha accettato di pagare una sanzione civile-legale di 656.000 dollari per aver risolto subito la questione. La causa è stata intentata presso il tribunale distrettuale degli Stati Uniti a Washington, D.C.

## Vita privata
Blavatnik è sposato con Emily Appelson. La coppia ha quattro figli. Vive stabilmente a Londra.
Membro della presidenza del Congresso ebraico russo, nel 2018 ha interpretato il ruolo del Cardinale Yuri Radziwill nella serie televisiva russa "Godunov".
Blavatnik è amico del primo ministro israeliano Benjamin Netanyahu e amico da lungo tempo del socio in affari dell'oligarca russo di origine ucraina Viktor Veksel'berg, uno degli uomini più ricchi della Russia e vicino al presidente russo Vladimir Putin.

## Onorificenze
Nel 2013 Blavatnik è stato nominato cavaliere della Legion d'Onore francese. Nel 2017 è stato nominato cavaliere dalla regina Elisabetta II per la filantropia.